# Sandu (district)
Pour les articles homonymes, voir Sandu.
Sandu est un district de la division de Upper River en Gambie. En 2013, sa population était de 21 346 habitants.

## Source de la traduction
- (de) Cet article est partiellement ou en totalité issu de l’article de Wikipédia en allemand intitulé « Sandu (Distrikt) » (voir la liste des auteurs).